# Balogh Pálma
Balogh Pálma, Homokiné Balogh Pálma (Budapest, 1960. január 8. –) világbajnok sportlövő, edző.

## Életpályája
1974-től a Magyar Honvédelmi Szövetség Központi Lövészklub, majd 1985-től a Budapesti Honvéd pisztolyos versenyzője volt. 1980-tól 1989-ig szerepelt a magyar válogatottban. Az 1982. évi caracasi világbajnokságon standardpisztoly kategóriában, 590 körös teljesítménnyel aranyérmet nyert és ezzel ő lett a sportág első magyar női világbajnoka. Ugyanebben az évben az év női sportolójává és az év sportlövőjévé választották. Pályafutása alatt világbajnoki címén kívül még egy világbajnoki és négy Európa-bajnoki érmet nyert. 1990-ben a Testnevelési Főiskolán sportlövő szakedzői képesítést szerzett.

## Sporteredményei
- világbajnok
  - 1982: standardpisztoly, egyéni (590)
- világbajnoki 2. helyezett:
  - 1982: standardpisztoly, csapat (Kotroczó Lászlóné, Kányai Gabriella)
- Európa-bajnok:
  - 1987: sportpisztoly, csapat
- Európa-bajnoki 2. helyezett:
  - 1982: standardpisztoly, csapat
- kétszeres Európa-bajnoki 3. helyezett:
  - 1985: sportpisztoly, egyéni ; sportpisztoly csapat
- tizenegyszeres magyar bajnok

## Díjai, elismerései
- Az év magyar sportlövője (1982)
- Az év magyar sportolónője (1982)